# Simon Tischer
Simon Tischer (* 24. April 1982 in Mutlangen) ist ein ehemaliger deutscher Volleyball-Nationalspieler.

## Karriere
Simon Tischer begann seine Laufbahn bei der DJK Schwäbisch Gmünd. Von 1998 bis 2002 spielte er beim SV Fellbach und TSV Schmiden. Danach ging er zu Maoam Mendig. In dieser Zeit debütierte der Zuspieler auch in der deutschen Nationalmannschaft. 2004 wechselte er zum VfB Friedrichshafen. Mit dem Verein gewann er dreimal in Folge das Double aus DVV-Pokal und deutscher Meisterschaft. 2007 kam der Sieg in der Champions League hinzu. In der Nationalmannschaft wurde Tischer bei der Europaliga 2005 Stammspieler. Es gab einen neunten Platz bei der Weltmeisterschaft 2006 und einen fünften Platz bei der Europameisterschaft 2007.
In der Saison 2007/08 wurde Tischer mit Iraklis Thessaloniki auch griechischer Meister. Bei den Olympischen Spielen 2008 kam er mit der DVV-Auswahl auf den neunten Platz. Die EM 2009 endete auf dem sechsten Rang. 2009 wechselte Tischer zu Olympiakos Piräus und wurde dort ebenfalls griechischer Meister. Die WM 2010 beendete er auf dem achten Rang. Danach wechselte er in die Türkei zu Ziraat Bankası Ankara. In der Saison 2011/12 spielte er beim russischen Verein VK Dynamo Krasnodar. Bei der zweiten Olympiateilnahme 2012 in London wurde er mit Deutschland Fünfter. 2012/13 spielte er beim polnischen Verein Jastrzębski Węgiel. Bei der EM 2013 wurde er mit Deutschland Sechster. In der folgenden Saison spielte er in der französischen Liga bei ASUL Lyon Volley-Ball.
2014 kehrte Tischer zurück zum VfB Friedrichshafen. Mit dem Verein gewann er in der Saison das nächste Double aus DVV-Pokal und Meisterschaft. Nach einer Bandscheiben-Operation fiel Tischer für Hinrunde der Saison 2015/16 aus. Friedrichshafen schied im Pokal-Viertelfinale aus und wurde deutscher Vizemeister. In der Saison 2016/17 gewann Tischer mit Friedrichshafen wieder den DVV-Pokal und wurde erneut deutscher Vizemeister. Die gleichen Ergebnisse gab es in der folgenden Spielzeit. Am Ende der Saison 2017/18 beendete Tischer seine Karriere. Mit seinen 210 Länderspielen gehört er zu den deutschen Rekordnationalspielern.